# Ipercubo bitroncato
| Ipercubo bitroncato   | Ipercubo bitroncato                                                                  |
| --------------------- | ------------------------------------------------------------------------------------ |
| Diagramma di Schlegel |                                                                                      |
| Tipo                  | Solido Semiregolare                                                                  |
| Celle                 | 8 ottaedri troncati 16 tetraedri troncati                                            |
| Facce                 | 24 {4} 64 {6} 32 {3}                                                                 |
| Spigoli               | 192                                                                                  |
| Vertici               | 96                                                                                   |
| Figura dei Vertici    | digonal disphenoid (tetraedro irregolare) 2 ottaedro troncati & 2 tetraedri troncati |
| Simbolo di Schläfli   | t1,2{4,3,3}                                                                          |
| Gruppo di simmetria   | B4, [3,3,4]                                                                          |
| Altre Proprietà       | convesso                                                                             |

In geometria, l'ipercubo bitroncato è un solido semiregolare della quarta dimensione.

## Costruzione
Un ipercubo bitroncato si costruisce troncando le sue celle nel punto intermedio, trasformando le otto facce cubiche in otto
ottaedri troncati.
Questi ultimi condividono le facce quadrate, mentre le facce esagonali formano dei tetraedri troncati, che
a loro volta condividono fra loro le facce triangolari.